# 1933 في مصر
فيما يلي قوائم الأحداث التي وقعت خلال عام 1933 في مصر.

## أفلام
من الأفلام التي صدرت هذه السنة في مصر:
- 1 يناير – الزواج من إخراج فاطمة رشدي.
- 1 يناير – الوردة البيضاء من إخراج محمد كريم.
- 23 يناير – كفري عن خطيئتك من إخراج عزيزة أمير.

## مواليد

### يناير
- 1 يناير – أحمد الزبير السنوسي
- 1 يناير – أحمد شفيق جراح مصري.
- 1 يناير – بات يور كاتبة بريطانية.
- 1 يناير – سلوى حجازي
- 1 يناير – عادا أهاروني
- 1 يناير – علي الشوباشي
- 1 يناير – محمد شاكر دبلوماسي مصري رأس البعثة الدبلوماسية المصرية في كثير من الدول والهيئات العالمية.
- 1 يناير – ميشيل المصري
- 8 يناير – مريم فخر الدين ممثلة مصرية.
- 11 يناير – فتحي عرفات طبيب فلسطيني.
- 12 يناير – كمال الجنزوري رئيس وزراء مصر السابق.
- 12 يناير – كمال حسن علي
- 17 يناير – داليدا مغنية.
- 27 يناير – محمد الفايد

### مارس
- 10 مارس – عبد الحميد كشك عالم وداعية إسلامي مصري.

### مايو
- 8 مايو – مصطفى السيد كيميائي مصري-أمريكي.

### أغسطس
- 29 أغسطس – جيهان السادات سياسية مصرية.

### أكتوبر
- 31 أكتوبر – ناريمان ملكة مصر القرينة

### نوفمبر
- 1 نوفمبر – طارق البشري قاضي مصري.
- 11 نوفمبر – حسين سالم
- 17 نوفمبر – زغلول النجار فيلسوف مصري.

### ديسمبر
- 27 ديسمبر – محمود حمدي زقزوق

## وفيات

### أبريل
- 29 أبريل – قسطنطين كفافيس (مواليد 1863) شاعر يوناني.

### أكتوبر
- 22 أكتوبر – عدلي يكن (مواليد 1864) سياسي مصري.